# 김수정 (1976년)
김수정(1976년 9월 19일 ~ )은 대한민국의 배우로 1987년 MBC 특채 탤런트 출신이다.

## 학력
- 서울대동초등학교 (졸업)
- 영등포여자중학교 (졸업)
- 영신고등학교 (졸업)
- 중앙대학교 연극영화과 (졸업)

## 출연작

### 드라마
- 1987년 MBC 월화드라마 《부초》
- 1987년 KBS1 대하드라마 《토지》 ... 봉순 역
- 1988년 KBS2 주말연속극 《순심이》
- 1988년 MBC 어린이드라마 《또래와 뚜리》
- 1989년 KBS2 아침드라마 《일출》 ... 남영 역
- 1990년 MBC 어린이드라마 《내 친구 깨치》
- 1992년 MBC 일요아침드라마 《한지붕 세가족》 ... 차판금의 둘째 딸 역
- 1993년 SBS 청춘드라마 《열정시대》
- 1993년 MBC 일요 시추에이션드라마 《김가 이가》 ... 이한솜 역
- 1994년 KBS1 가정의달 특집드라마 《5월의 여행》 ... 오다솜 역
- 1995년 KBS1 청소년드라마 《신세대 보고 - 어른들은 몰라요: 스타탄생》 ... 스튜디오 패널
- 1996년 SBS 일일드라마 《자전거를 타는 여자》 ... 황명순 역
- 1996년 KBS2 납량특집드라마 《전설의 고향 - 회생 편》 ... 금분 역
- 1996년 KBS2 월화드라마 《아내가 있는 풍경》 ... 장은미 역
- 1997년 MBC 청춘시트콤 《남자 셋 여자 셋》 ... 특별출연
- 1997년 SBS 단막극 《70분 드라마 - 열두통의 편지》 ... 은미 역
- 1999년 KBS2 청춘드라마 《광끼》 ... 김유경 역

### 영화
- 1995년 《배꼽 버스》 ... 보미 역

### 방송
- 1991년 SBS 《우리들 세상》 ... MC (with 최선규)
- 1994년 KBS2 《생방송 게임천국》 ... MC
- 1997년 MBC 《뽀뽀뽀》 ... 제14대 뽀미언니
- 1997년 MBC 《제15회 창작동요제》 ... MC (with 이문세)

## 수상
- 1987년 KBS 연기대상 특별상